# Preordine
In matematica, ed in particolare nella teoria degli ordini, un preordine è un tipo di relazione binaria strettamente correlato con le relazioni d'ordine (ed i corrispondenti insiemi parzialmente ordinati).  Molte definizioni teoriche legate alle relazioni d'ordine possono essere generalizzate per i preordini.

## Definizione formale
Sia P un insieme e ≤ una relazione binaria su P. ≤ è detta preordine se è riflessiva e transitiva, cioè se per ogni a, b, c in P, valgono le proprietà:
a ≤ a (riflessività)
se a ≤ b e b ≤ c allora a ≤ c (transitività)
Se un preordine è anche antisimmetrico (cioè se a ≤ b e b ≤ a implica a = b) allora è una relazione d'ordine o ordine parziale.
Un preordine è totale se per ogni a, b in P: a ≤ b oppure b ≤ a. La condizione di totalità è più frequentemente indicata col termine "completezza" nella letteratura economica.
A partire da ogni preordine è possibile costruire un ordine parziale identificando i punti "uguali". Formalmente, si definisce una relazione d'equivalenza ~ su X tale che a ~ b se e solo se a ≤ b e b ≤ a. Allora l'insieme quoziente X / ~, cioè l'insieme di tutte le classi d'equivalenza definite da ~, può facilmente essere ordinato definendo [x] ≤ [y] se e solo se x ≤ y. Si può verificare facilmente che questo porta ad un insieme parzialmente ordinato.

## Esempi
L'insieme delle parti di un insieme X munito della relazione A ≤ B se esiste una funzione iniettiva da A a B è un preordine totale.
In generale, ogni insieme su cui sia definita una funzione a valori in un insieme preordinato eredita da esso la struttura di preordine, mediante la definizione x ≤ y se f(x) ≤ f(y). Moltissimi esempi di preordini si possono costruire con questo metodo, dove tipicamente l'insieme di arrivo sono i numeri reali; anche l'esempio qua sopra ne è un caso particolare: la funzione "nascosta" è quella che a ogni insieme associa la sua cardinalità (l'enunciato dato in termini di funzioni iniettive è equivalente).
I preordini totali sono ampiamente utilizzati nella teoria economica per rappresentare le preferenze di un agente, in particolare nella teoria del consumatore.